# آيت علي أوسهيد (تالسينت)
آيت علي أوسهيد هي إحدى مشيخات المملكة المغربية، تتبع جغرافيا لإقليم فكيك وإداريًا لتالسينت. يقدر عدد سكانها بـ 1251 نسمة حسب الإحصاء الرسمي للسكان والسكنى لسنة 2004.